# Terceira Batalha de Artois
A Terceira Batalha de Artois, ou, na sua forma portuguesa, de Artésia, foi uma batalha ocorrida na Frente Ocidental da Primeira Guerra Mundial, e também é conhecida como Ofensiva Loos-Artois, incluindo a batalha maior de Loos, travada pelos britânicos.
A ofensiva pretendia complementar a Segunda Batalha de Champagne francesa, principal batalha no período e que vitimou muitos soldados.